# Mäeküla (Ridala)
Mäeküla – wieś w Estonii, w prowincji Lääne, w gminie Ridala.